# Narcissus romieuxii
Narcissus romieuxii är en amaryllisväxtart som beskrevs av Josias Braun-Blanquet och René Charles Maire. Narcissus romieuxii ingår i narcissläktet som ingår i familjen amaryllisväxter.
Artens utbredningsområde anges som nordvästra Afrika.

## Underarter
Arten delas in i följande underarter:
- N. r. albidus
- N. r. jacquemoudii
- N. r. romieuxii

## Bilder

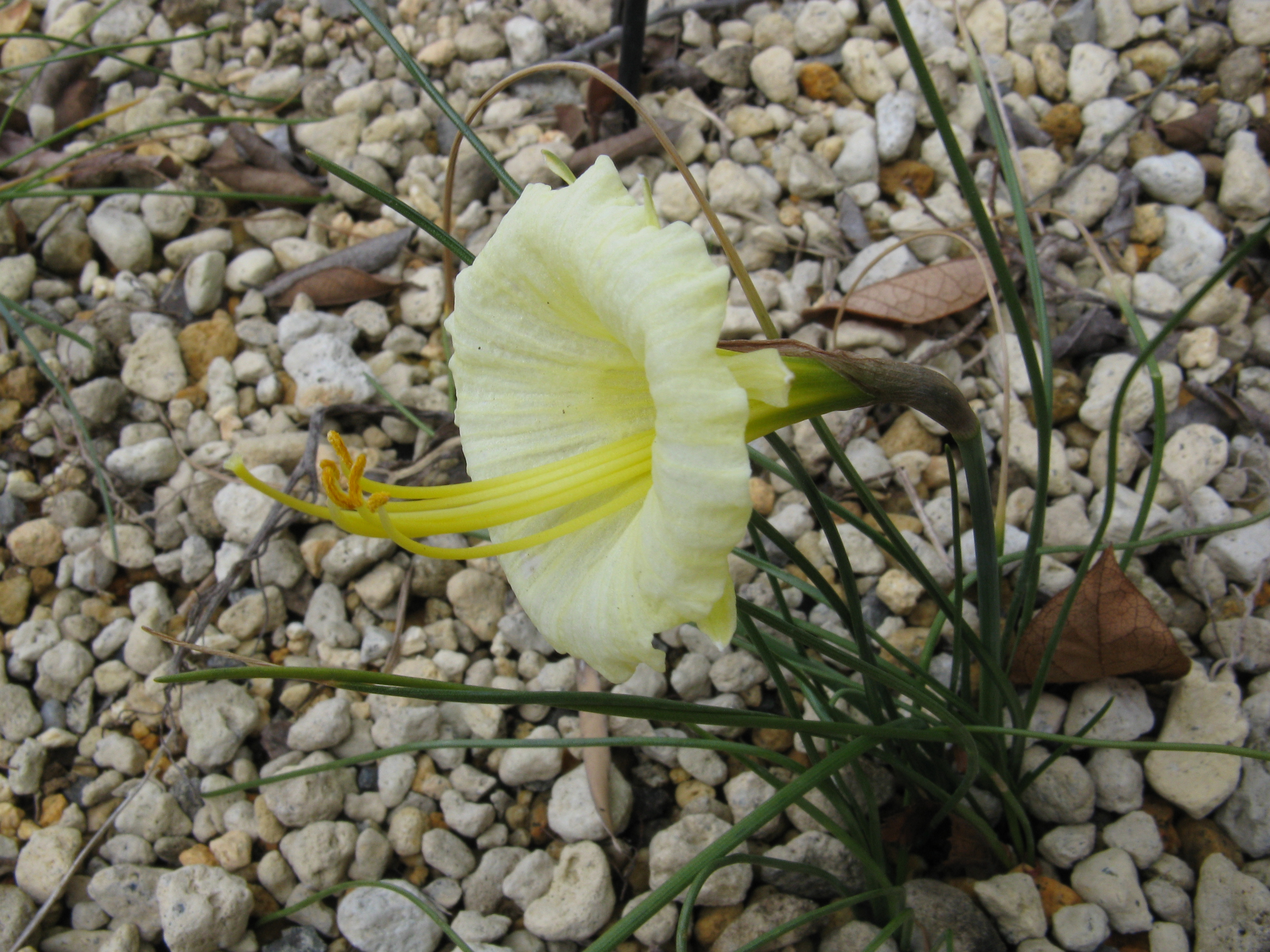
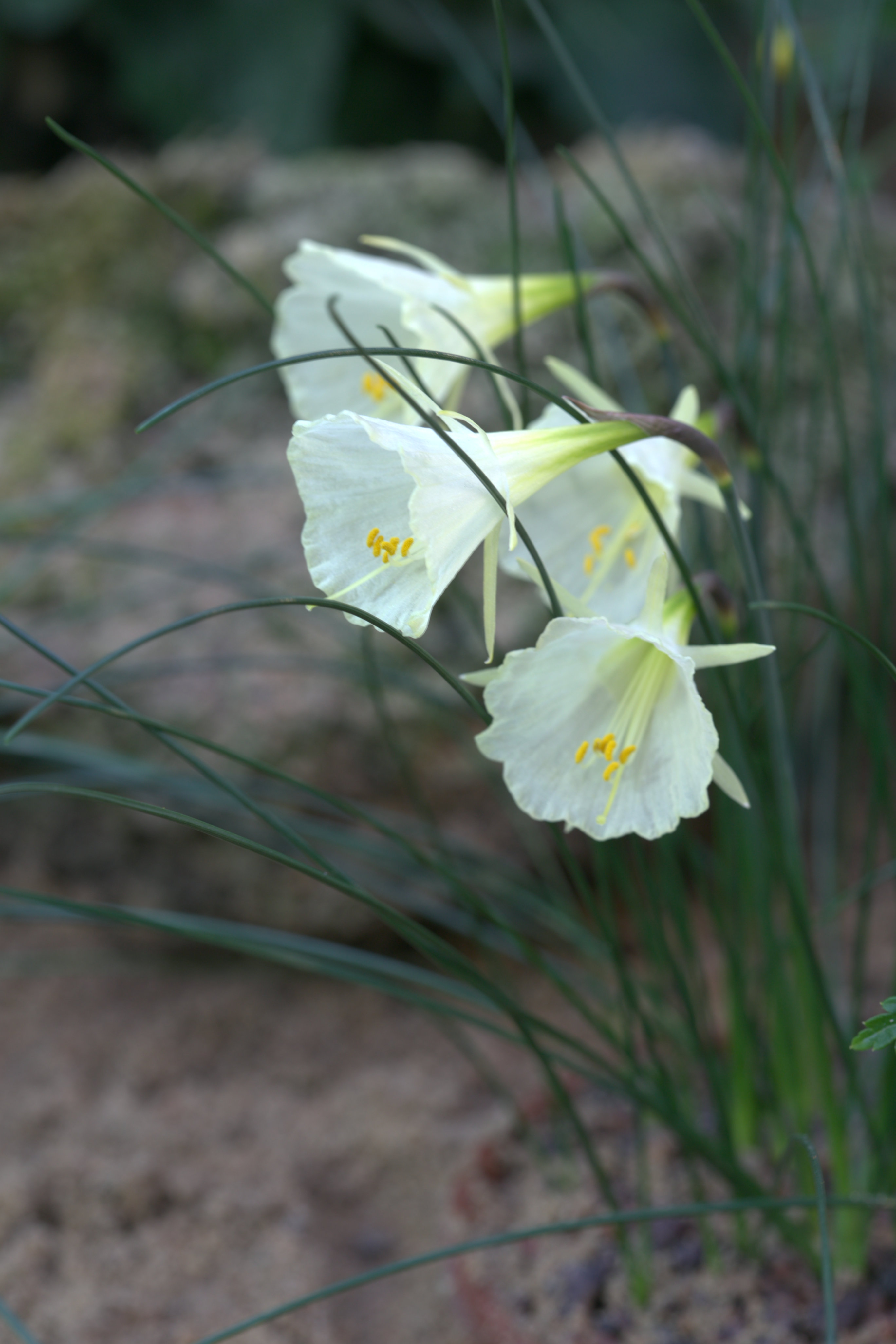
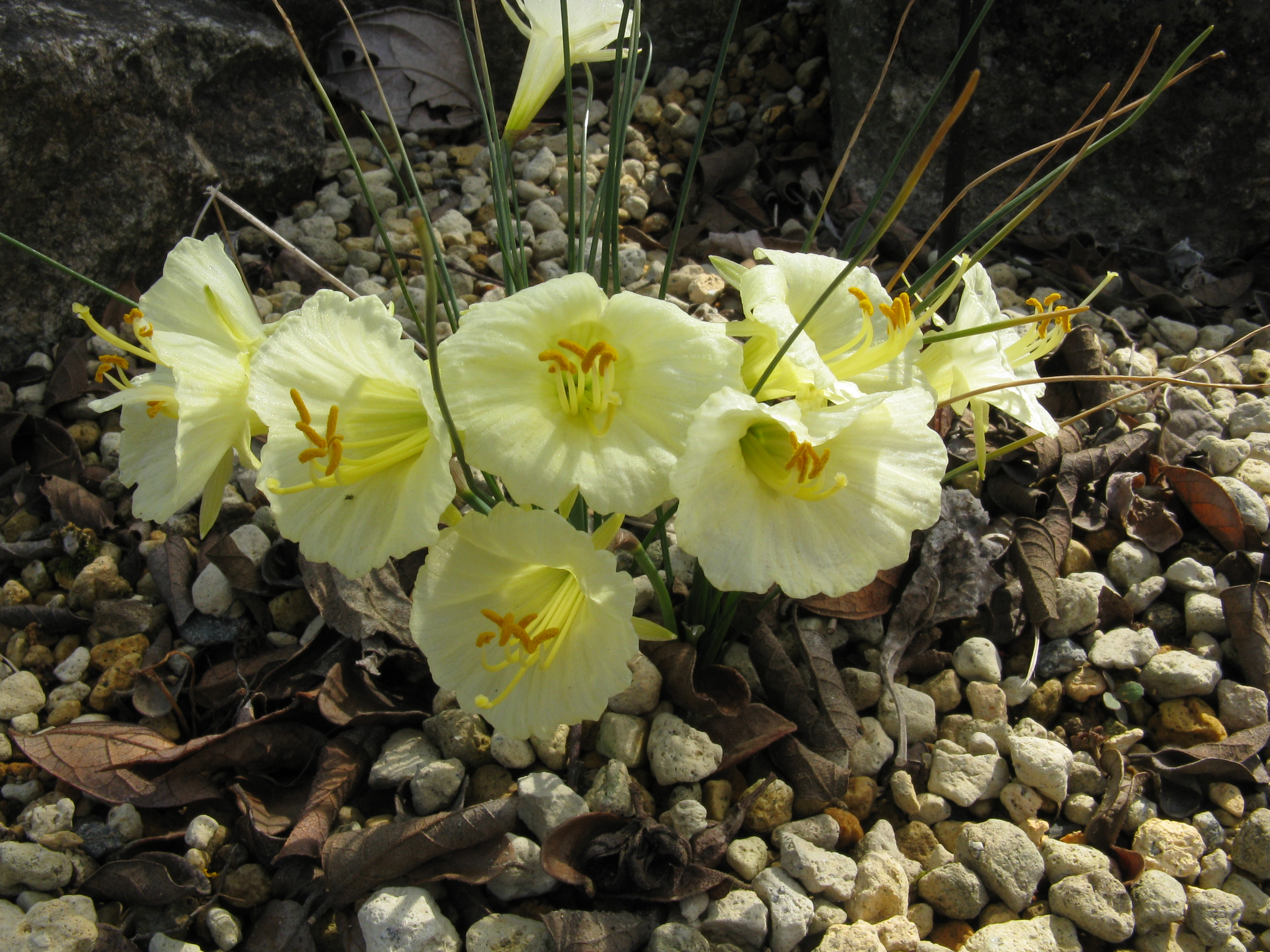
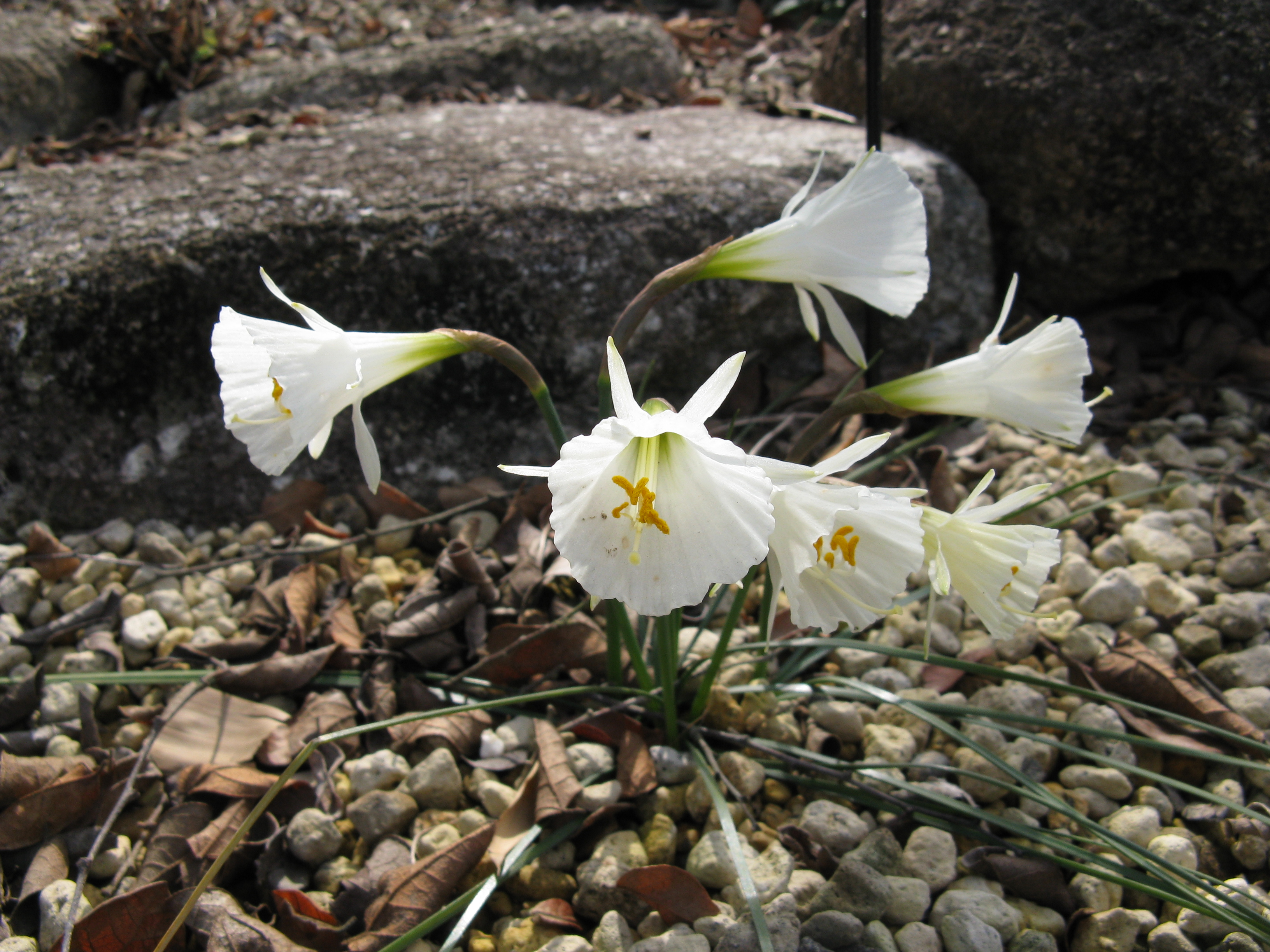